# Полье, Антуан-Луи
Антуан-Луи Полье́ (фр. Antoine-Louis Polier; 28 февраля 1741, Лозанна — 9 февраля 1795, Авиньон, Воклюз) — швейцарский военный инженер (полковник) и ориенталист, исследователь Индии; автор мемуаров по истории и мифологии индусов.

## Биография
Родился в Лозанне в семье франкоговорящих гугенотов, эмигрировавших в Швейцарию, спасаясь от религиозных войн. С раннего детства увлекался языкам и культурой Востока и в возрасте 15 лет бежал из дома в Индию (1757), отплыв туда на корабле и надеясь найти там своего богатого дядю, который, однако, умер до его приезда.
В Индии Полье находился до 1788 года. Он служил в качестве военного инженера в Английской Ост-Индской компании и у целого ряда местных правителей; составил многомные записки — несколько мемуаров по истории и мифологии индийцев; имел двух жён.
В 1789 году Полье оставил жён, возвратился в Европу и привёз с собой богатую коллекцию восточных манускриптов, включая полный список Вед в 11 томах, который он преподнёс в дар Британскому музею с условием, что он будет переплетён в шёлк или бархат, согласно обещанию, данному им браминам.
Вскоре после этого он женился снова (20 февр. 1791) и вернулся в Лозанну, а последние годы жизни провёл в Авиньоне. Богатство, накопленное им в Индии, позволило ему вести роскошный образ жизни, что привлекло к нему внимание бандитов Воклюза. 9 февраля 1795 года он скончался от сабельных, ножевых и огнестрельных ран во время ограбления.

### Дети
У Полье было два сына — Анри  (1793—1842) и Адольф (1795—1830), приобретшие графский титул с присовокуплением дворянской частицы «де». Адольф с 1826 года был женат на графине Варваре Петровне Шуваловой. Вступив в русское подданство с именем Адольфа Антоновича Полье, он открыл в Пермской губернии первое в России месторождение алмазов.

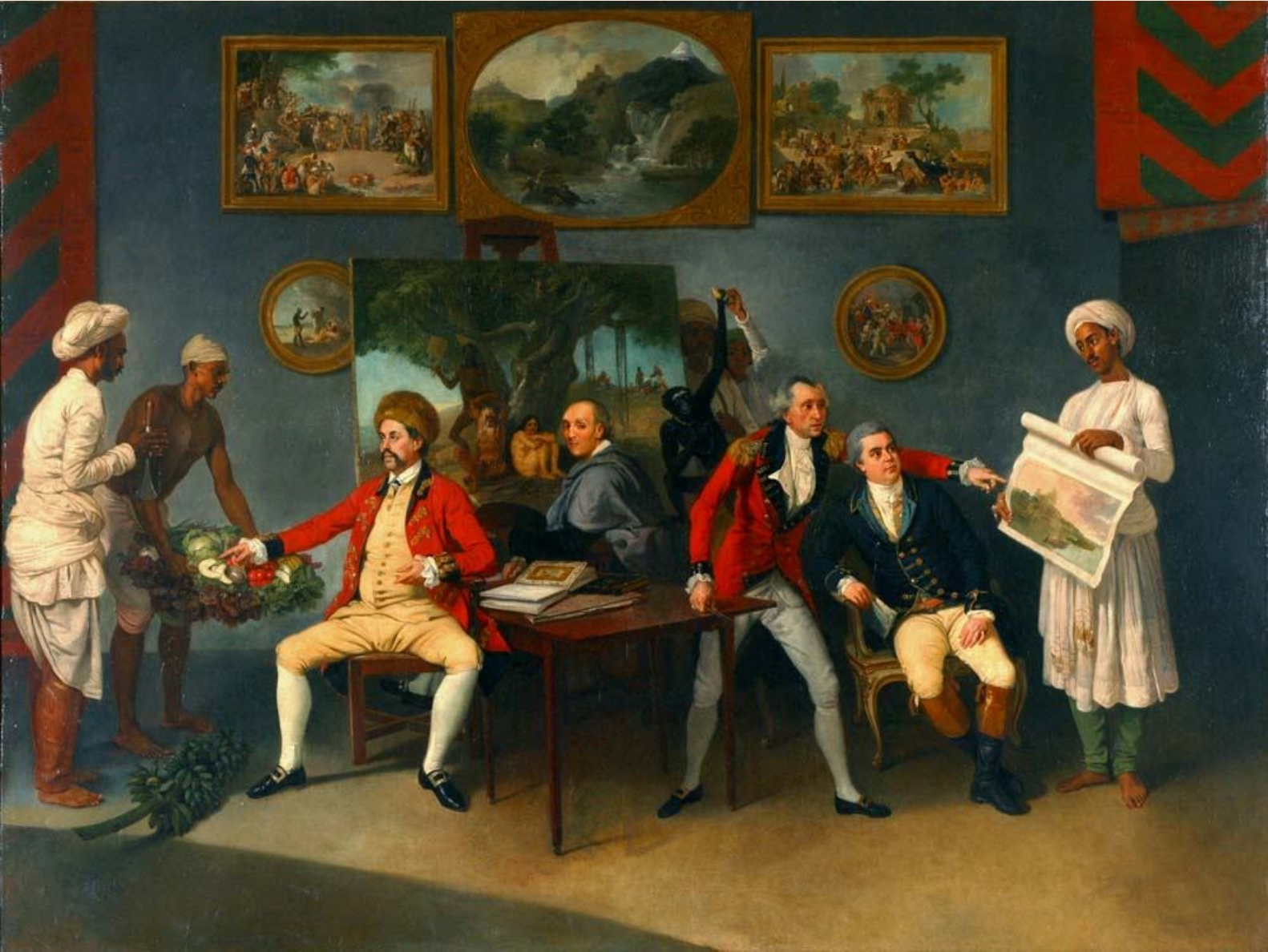
Полье (сидящий слева) на картине худ. Иоганна Цоффани (1786; экспонат Мемориала Виктории в Калькутте)

## «Мифология индусов»
Предпринятый им обширный труд об Индии после его смерти продолжала его родственница, канонисса Полье, изменившая направление работы и давшая ряд фактов, сгруппированных сообразно её фантазии — «Mythologie des Indous / Travaillée par Mdme. la Chnsse. de Polier sur des manuscrits authentiques apportés de l’Inde par feu Mr. le Colonel de Polier, Membre de la Société Asiatique de Calcutta» (Париж, 1809).